# Lee Mill
Lee Mill – osada w Anglii, w hrabstwie Devon. Leży 11 km od miasta Plymouth. W 2018 miejscowość liczyła 522 mieszkańców.